# Biele hory
Biele hory jsou geomorfologickou částí Pezinských Karpat, podcelku Malé Karpaty. Leží v severní polovině podcelku, v pásu od Kuchyne po Smolenice.

## Polohopis
Hornatina se nachází ve střední části Malých Karpat a zabírá pás území napříč podcelkem Pezinské Karpaty. Tvoří výrazně hornaté území, které sahá od Kuchyně na západě, po Smolenice a Trstín na východním okraji. V Bielych horách leží většina nejvyšších vrcholů pohoří. Severozápadně území vymezuje Bukovská brázda, geomorfologická část Pezinských Karpat, severovýchodně navazuje podcelek Brezovské Karpaty a Podmalokarpatská pahorkatina, část Podunajské pahorkatiny. Pezinské Karpaty pokračují východním a jižním směrem částmi Smolenická vrchovina, Homoľské Karpaty a Kuchynská hornatina. Západní okraj vymezuje Podmalokarpatská sníženina, geomorfologický podcelek Borská nížina.
Západní část Malých Karpat odvádí vodu do Borské nížiny, která patří do povodí Moravy, z východní části voda směřuje do přítoků Malého Dunaje. Potoky ze severovýchodní části odvádějí vodu do Podunajské pahorkatiny, přičemž nejvýznamnější je říčka Parná. Střední a západní část odvodňují říčky Rudava a Malina. Jejich nejvýznamnější přítoky jsou Cabadov jarok, Vývrat, Sološnícký potok, Libuša a Rudavka. Obcemi na západním okraji území prochází silnice II/501 (Lozorno - Plavecký Mikuláš - Jablonica), východní okraj pohoří lemuje silnice II/502 (Modra - Smolenice - Trstín).

## Chráněná území
Téměř celá tato část Malých Karpat je součástí Chráněné krajinné oblasti Malé Karpaty, vyňata je pouze menší jihozápadní část v okolí Sološnice. Zvláště chráněnými územími jsou národní přírodní rezervace Roštún a Záruby, přírodní rezervace Vysoká, Klokoč, Čierna skala a Skalné okno a přírodní památka Deravá skala a Čertov žľab.

## Turismus
Biele hory jsou turisticky nejatraktivnější částí Malých Karpat, jelikož zde mimo nejvyšších vrcholů leží několik přírodně cenných území. Vyskytují se zde bralnatá pásma s více jeskyněmi. Severním okrajem přes Bukovou vedla v středověku tzv. Česká cesta, která spojovala Budín s Prahou. Téměř celým územím prochází Štefánikova magistrála, na kterou se připojují mnohé značené trasy z okolních obcí.

### Vybrané vrcholy
- Záruby (768 m n. m.)
- Vysoká (754 m n. m.)
- Vápenná (752 m n. m.)
- Havranica (717 m n. m.)
- Čierna skála (662 m n. m.) [3]

### Značené stezky
- po  červeně značené Štefánikově magistrále, vedoucí od mohyly na bradlech k hradu Devín
- po  modře značené trase:
  - z Kuchyne na Vysokú (754 m n. m.)
  - z Rohožníka přes rozc. Sedlo Skalka do sedla Uhliská
  - z Plaveckého Podhradia přes Plavecký hrad na rozc. Amonova lúka
  - z Plaveckého Mikuláša na rozcestí Červená hora
  - ze Smolenic do lokality Březinka, rozc.
- po  zeleně značené trase:
  - z Kuchyne přes rozc. Čermák pod Velkou homoli (709 m n. m.)
  - ze Sološnice na rozc. Pod Malou Vápennou
  - z Plaveckého Mikuláše údolím říčky Libuša do lokality Mon Repos
- po  žlutě značené trase:
  - ze Sološnice Sološnícka dolinou na Sklený vrch
  - z Plaveckého Podhradia pod vrch Vápenná (752 m n. m.)
  - z Plaveckého Mikuláše na rozcestí v sedle Báborská, resp. na rozc. Pod Čiernou skalou na stejnojmenný vrch
  - z obce Plavecký Peter k vodní nádrži Buková [3]